# Spermina ossidasi
La spermina ossidasi (SMO) è un enzima numero EC 1.5.3.16 appartenente alla classe delle ossidoreduttasi, che catalizza la seguente reazione di ossidazione:
spermina + O2 + H2O {\displaystyle \rightleftharpoons } spermidina + 3-aminopropanale + H2O2